# ZSC Lions
ZSC Lions – szwajcarski klub hokeja na lodzie z siedzibą w Zurychu.
Jako zespół farmerski działa GCK Lions.

## Sukcesy
- Złoty medal mistrzostw Szwajcarii: 1936, 1949, 1961, 2000, 2001, 2008, 2012, 2014, 2018
- Srebrny medal mistrzostw Szwajcarii: 1933, 1934, 1935, 1937, 1938, 1939, 1941, 1942, 1943, 1944, 1945, 1947, 1960, 2002, 2005, 2015, 2022
- Brązowy medal mistrzostw Szwajcarii: 1950, 1951, 1952, 1958, 1959, 1962
- Złoty medal Nationalliga B: 1973
- Srebrny medal Nationalliga B: 1972, 1980, 1989
- Brązowy medal Nationalliga B: 1975, 1976, 1978, 1979, 1985
- Puchar Szwajcarii: 1960, 1961, 2016
- Finał Pucharu Szwajcarii: 1964, 1966
- Puchar Kontynentalny: 2001, 2002
- Trzecie miejsce w Pucharze Kontynentalnym: 2006
- Puchar Spenglera: 1945, 1946
- Hokejowa Liga Mistrzów: 2009
- Puchar Wiktorii: 2009

## Zawodnicy
Zawodnikiem klubu był polski hokeista Henryk Gruth. Po zakończeniu czynnej kariery sportowej pozostał w klubie, obejmując posadę szkoleniowca i wychowawcy młodych roczników hokeistów. W drużynie występował także inny Polak, Jerzy Christ.